# كاستيل سان بيترو رومانو
كاستيل سان بيترو رومانو هي بلدة تقع في العاصمة روما في إيطاليا .

## السكان
في سنة 1871 بلغ عدد السكان 692 نسمة، وتطور العدد ليصل في سنة 2011 لـ 855 نسمة.
يظهر هذا المخطط البياني تطور النمو السكاني لـ كاستيل سان بيترو رومانو